# Heinrich Müller (Gestapo)
Heinrich Müller, ook  'Gestapo-Müller'  genoemd, (München, 28 april 1900 - waarschijnlijk overleden te Berlijn, 1 of 2 mei 1945) was het hoofd van de Gestapo, het Amt IV van het RSHA. Hij vervulde deze functie vanaf 1939 tot aan zijn verdwijning tijdens de laatste dagen van de Tweede Wereldoorlog op 29 april 1945.

## Achtergrond
Müller nam in 1917 vrijwillig dienst in het Duitse leger als oorlogsvrijwilliger. Na afloop van de Eerste Wereldoorlog kwam hij bij de politie van München terecht, waarvan hij in 1929 secretaris van het politieke politieonderdeel was met als opdracht om communistische organisaties te bestrijden. In 1934 werd hij lid van de SS en overgeplaatst naar Berlijn, waar hij werkzaam was bij de Gestapo en diverse hoge posten bekleedde. In 1938 werd hij ook lid van de Nationaalsocialistische Duitse Arbeiderspartij.

## Hoofd van de Gestapo
Müller was een protegé van Reinhard Heydrich en Müllers rang in de SS steeg pas na de Nacht van de Lange Messen op 30 juni 1934. Als hoofd van de Gestapo stond Müller rechtstreeks onder Heydrich en, na diens dood, onder Ernst Kaltenbrunner.
Heinrich Müller was een hoofdrolspeler in de organisatie van de ergste oorlogsmisdaden die het naziregime heeft begaan. Zo was hij aanwezig op de Wannseeconferentie waarop de uitmoording van het Joodse volk werd uitgewerkt. Een van zijn directe ondergeschikten was Adolf Eichmann, de logistieke organisator van de Holocaust. Ook was hij betrokken bij de plannen van de valse Poolse aanval op radiostation Gleiwitz in 1939, wat het begin betekende van de Tweede Wereldoorlog en tekende hij in maart 1944 Aktion Kugel, waarmee toestemming werd gegeven om ontsnapte krijgsgevangenen neer te schieten.

## Vermoedelijke einde
In 1945 werd Müller als dood beschouwd. In 1963 echter werd zijn graf geopend en leeg bevonden.
Bepaalde complottheorieën deden de ronde over zijn eventuele leven na de oorlog. Eind 2013 berichtten Duitse kranten echter over de bevindingen van onderzoeker Johannes Tuchel: Müllers lijk zou in augustus 1945 reeds gevonden en overgebracht zijn naar een massagraf op een Joodse begraafplaats in Berlijn-Centrum (Grosse Hamburgerstrasse), vlak bij de plaats van het voormalige Gestapo-hoofdkwartier. Volgens de mededeling van een grafdelver zou hij aanvankelijk haastig begraven zijn in zijn uniform met zijn identiteitspapieren op zak. Zijn daarop volgende bijzetting in een massagraf wordt bevestigd door een document uit het archief van het bevolkingsregister Berlijn-Centrum. Het lijkt erop dat Müller in de nacht van 1 op 2 mei 1945, tijdens de Slag om Berlijn, zelfmoord heeft gepleegd. Hij kan anderzijds ook als zovele anderen gewoon zijn omgekomen in de laatste stuiptrekkingen van het Derde Rijk.

## Carrière
| Datum                                                                        | Bayerischen Fliegertruppe | Polizei                       | Allgemeine-SS          |
| ---------------------------------------------------------------------------- | ------------------------- | ----------------------------- | ---------------------- |
| 11 juni 1917                                                                 | Kriegsfreiwilliger        | —                             | —                      |
| December 1917                                                                | Flugzeugführer            | —                             | —                      |
| 28 mei 1918                                                                  | Gefreiter                 | —                             | —                      |
| 13 juni 1918                                                                 | Unteroffizier             | —                             | —                      |
| 13 juni 1919                                                                 | Vizefeldwebel             | —                             | —                      |
| 1 december 1919                                                              | —                         | Hilfassistent/Hilfsarbeiter   | —                      |
| 1 juli 1921                                                                  | —                         | Kanzleigehilfe                | —                      |
| 1 augustus 1922                                                              | —                         | Kanzleiassistent              | —                      |
| 1 april 1923                                                                 | —                         | Polizeiassistent              | —                      |
| 1 juli 1929                                                                  | —                         | Polizeisekretär               | —                      |
| 1 mei 1933                                                                   | —                         | Polizeiobersekretär           | —                      |
| 16 november 1933                                                             | —                         | Kriminalinspektor             | —                      |
| 20 april 1934                                                                | —                         | —                             | SS-Mann                |
| 23 april 1934 (met ingang van 20 april 1934)                                 | —                         | —                             | SS-Sturmführer         |
| 4 juli 1934                                                                  | —                         | —                             | SS-Obersturmführer     |
| 1 november 1934                                                              | —                         | Kriminaloberinspektor         | —                      |
| 30 januari 1935                                                              | —                         | —                             | SS-Hauptsturmführer    |
| 20 april 1936                                                                | —                         | —                             | SS-Sturmbannführer     |
| 9 november van 1936                                                          | —                         | —                             | SS-Obersturmbannführer |
| 30 januari van 1937                                                          | —                         | —                             | SS-Standartenführer    |
| 3 juni 1937                                                                  | —                         | Oberregierungs u. Kriminalrat | —                      |
| 20 april van 1939                                                            | —                         | —                             | SS-Oberführer          |
| 22 juni 1939                                                                 | —                         | Reichskriminaldirektor        | —                      |
| 14 december 1940 (effectief 16 december van 1940)                            | —                         | —                             | SS-Brigadeführer       |
| 16 december 1940 (met ingang van 14 december 1940 en RDA van 1 januari 1941) | —                         | Generalmajor in de politie    | —                      |
| 9 november 1941                                                              | —                         | Generalleutnant in de politie | SS-Gruppenführer       |

## Lidmaatschapsnummers
- NSDAP-nr.: 4 583 199[13][14] (lid geworden 30 mei 1939[3])
- SS-nr.: 107 043[13][14] (lid geworden 20 april 1934[3])

## Decoraties
Selectie:
- Ridderkruis van het Kruis voor Oorlogsverdienste[14]op 10 oktober 1944[15] als Chef Amt IV/RSHA[3]
- Kruis voor Oorlogsverdienste, 1e Klasse en 2e Klasse[6] (20 januari 1942[3]) met Zwaarden[14][15]
- Kruis der Derde Klasse in de Orde van Militaire Verdienste, 3e Klasse met Kroon en Zwaarden[3]
- Gouden Ereteken van de NSDAP op 31 mei 1939[3]
- IJzeren Kruis 1914, 1e Klasse[6] (1918[3][12]) en 2e Klasse[6][2][15] (1918[3][12])
- Herhalingsgesp bij IJzeren Kruis 1939, 1e Klasse[14][6] (29 oktober 1940[3]) en 2e Klasse[6][14] (augustus 1939[3])
- Dienstonderscheiding van de Politie, 1e Klasse[3]

- Bibsys: 17141
- Bibliothèque nationale de France: cb13510127z (data)
- Gemeinsame Normdatei: 119225794
- International Standard Name Identifier: 0000 0001 0964 9496
- Library of Congress Control Number: n96084420
- Nationale Bibliotheek van Letland: 000112035
- Nationale Bibliotheek van Tsjechië: jx20101203016
- Nationale Bibliotheek van Israël: 987007265730105171
- Nationale Bibliotheek van Polen: a0000001671805
- LIBRIS: 291459
- Système universitaire de documentation: 080573584
- Virtual International Authority File: 37721970
- WorldCat: E39PBJc3PrPM36WkKmy4KqGmBP